# Piazza Santa Margherita
Piazza Santa Margherita, popolarmente detta Piazza dei Gesuiti, è una piazza dell'Aquila.

## Storia
L'attuale conformazione della piazza, di impianto prettamente barocco, è il frutto del rinnovamento urbanistico promosso dall'ordine dei Gesuiti che si insediò in città nel 1596 acquisendo il Palazzo della Camera; quest'ultimo, eretto da Antonuccio Camponeschi nel XV secolo, si sviluppava con una particolare forma ad esedra lungo tutto l'isolato tra le attuali via delle Aquile e via dell'Annunziata.
Nel XVII secolo, con la realizzazione del palazzo Camponeschi, fu chiusa l'antica via Forcella mentre fu aperta una nuova strada, l'attuale via Camponeschi, perpendicolare al decumano urbano di via Roma, che isolò il Palazzetto dei Nobili dal resto del complesso gesuitico.
In seguito al terremoto dell'Aquila del 1703 fu edificato il palazzo Pica Alfieri, in sostituzione del distrutto Palazzo del Conte di Montorio, mentre le altre architetture vennero rinnovate. Nel 1903 la piazza fu abbellita dall'installazione al centro della fontana monumentale, realizzata nel secolo precedente e ivi traslata dalla vicina piazza Palazzo.

## Descrizione
La piazza è situata nel quarto di San Pietro, all'interno del locale di Forcella secondo la storica suddivisione legata alla fondazione della città; di questa particolarità si trova riscontro nella presenza della chiesa di Santa Margherita, edificata in origine proprio dai castellani di Forcella.
Presenta una forma quadrangolare e si affianca all'asse decumanico di via Roma che, in corrispondenza dello slargo, prende il nome di via Andrea Bafile in onore del noto tenente di vascello. Nella sua conformazione, costituisce quasi una propaggine di piazza Palazzo, essendo da essa divisa dal solo Palazzo Margherita, sede del municipio cittadino.

### Monumenti e luoghi d'interesse

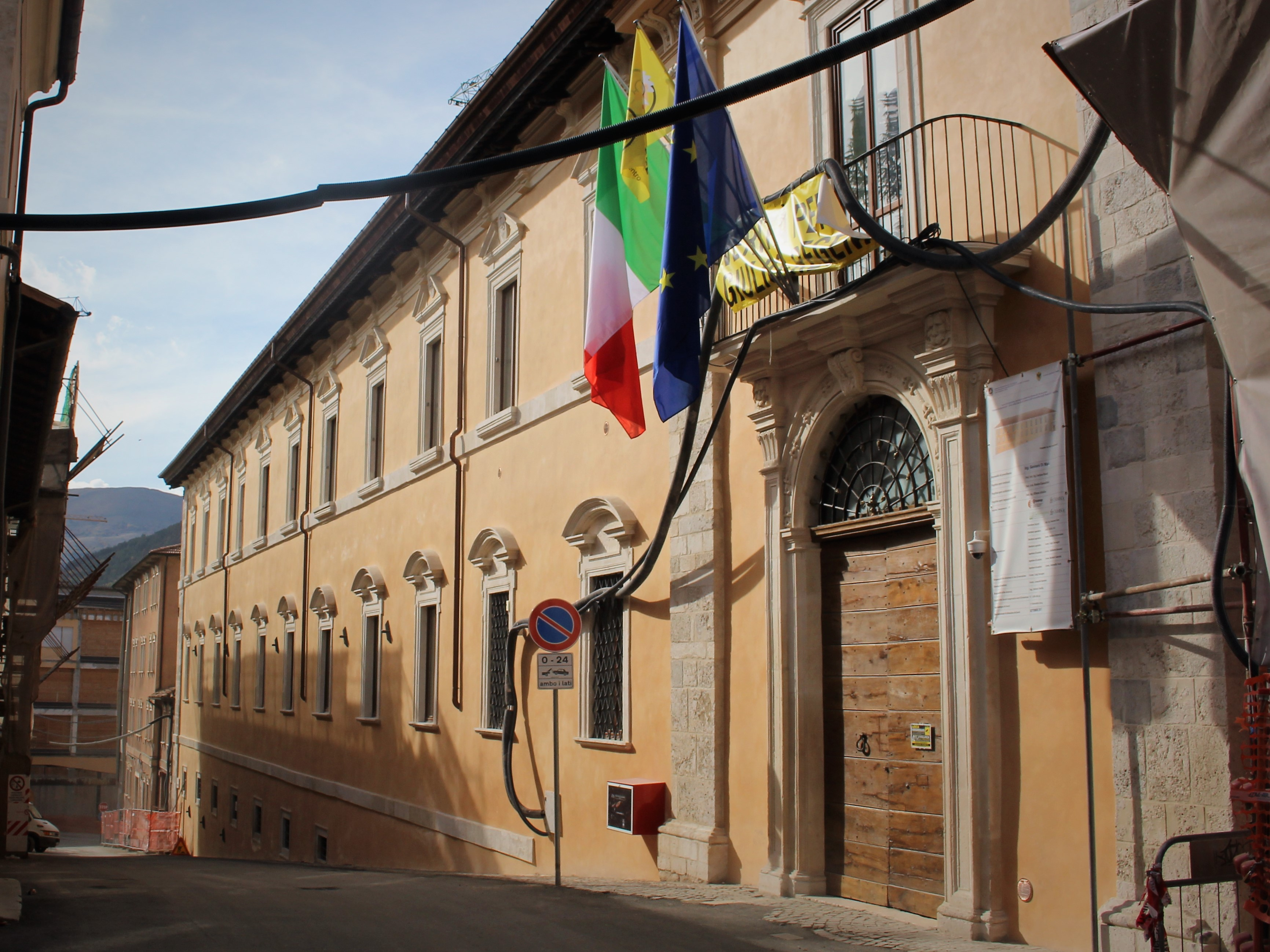
Il palazzo Camponeschi, sede dell'Università degli studi dell'Aquila.

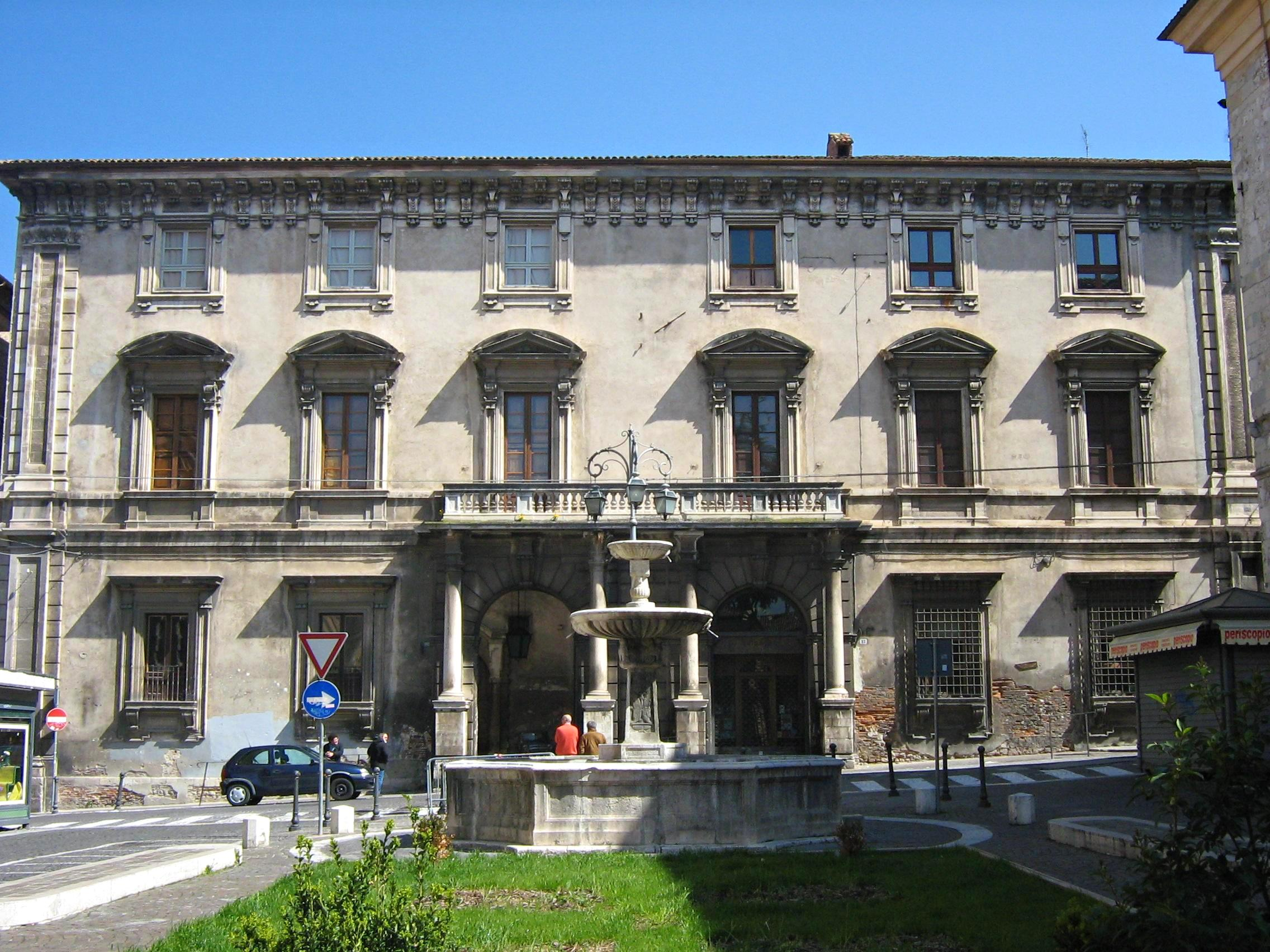
Il palazzo Pica Alfieri.

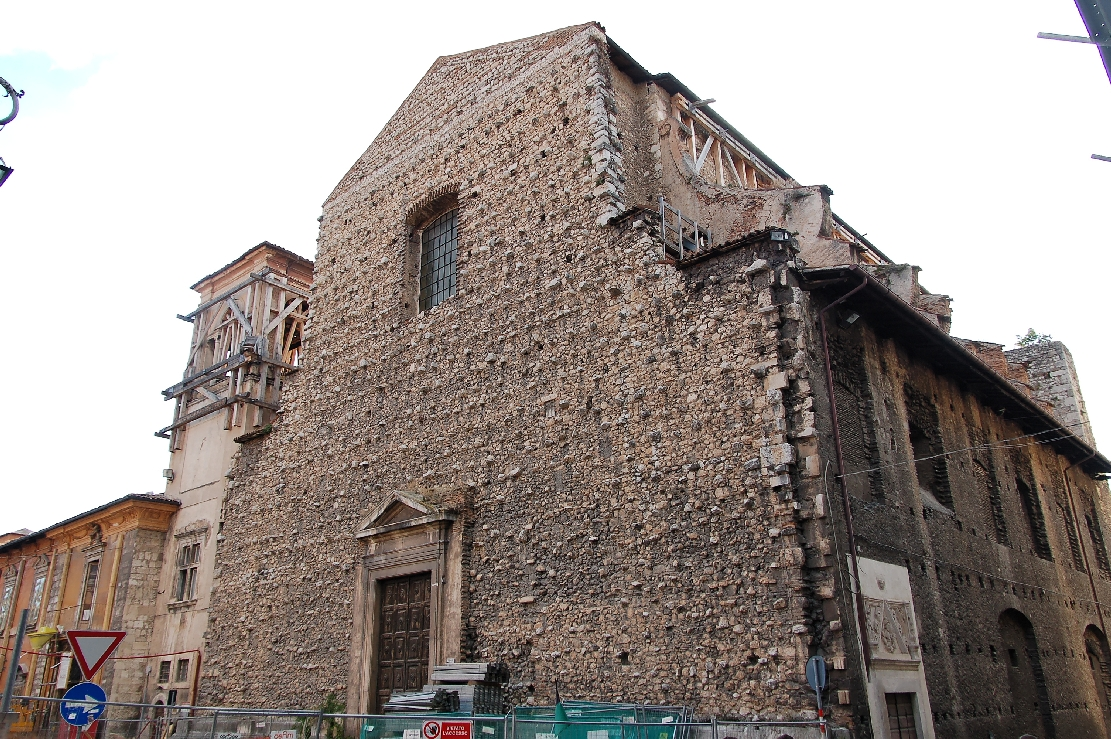
La facciata della chiesa di Santa Margherita.

#### Architettura civile
Fontana di piazza Santa MargheritaFu realizzata nel XIX secolo in sostituzione di una fontana precedente situata in piazza Palazzo. Nel 1903, con la decisione di realizzare la statua in memoria di Gaio Sallustio Crispo, fu traslata in piazza Santa Margherita.
Palazzetto dei NobiliEsempio pressoché unico di architettura mista, civile e religiosa, fu realizzato nel XVII secolo rinnovando un'estremità dell'antico Palazzo della Camera e, in seguito al sisma del 1703, nuovamente ristrutturato. Ospitava storicamente la Congregazione dei Nobili, da cui il nome. Presenta una pregevole facciata in stile manierista ed uno sfarzoso interno d'influenza barocca, in cui è collocata l'Assunta di Girolamo Cenatiempo.
Palazzo CamponeschiEdificio dalla storia lunga e complessa, dovuta al rinnovamento dell'originario Palazzo della Camera ad opera dei Gesuiti nel XVIII secolo, i quali vi insediarono l'Aquilanum Collegium. La struttura attuale è il frutto di una ulteriore ricostruzione cominciata nel 1708. È la sede del rettorato e degli uffici dell'Università degli studi dell'Aquila.
Palazzo MargheritaStorica sede municipale e cuore della vita politica cittadina, nasce come Palazzo del Capitano nel XIV secolo, venendo poi rinnovato da Girolamo Pico Fonticulano nel Cinquecento per ospitare la nuova governatrice degli Abruzzi, Margherita d'Austria, che vi soggiornò tra il 1572 e il 1586. Il complesso fu nuovamente rinnovato nel XIX secolo nelle fattezze attuali. Quello sulla piazza è il retro dell'edificio, mentre la facciata principale, con annessa torre civica, è rivolta verso piazza Palazzo.
Palazzo Pica AlfieriFu edificato nel XVIII secolo sul luogo del precedente Palazzo del Conte di Montorio, acquisito dalla famiglia Alfieri nel 1685. È caratterizzato da un'importante facciata in stile tardobarocco, opera di Pietropaolo Porani del 1726; al suo interno, oltre a numerosi arredi settecenteschi, è presente una pinacoteca di oltre 50 dipinti comprendente opere di Girolamo Cenatiempo, Pompeo Cesura e Francesco Lavagna.

#### Architettura religiosa
Chiesa di Santa MargheritaLa chiesa deve la sua prima edificazione ai castellani di Forcella che contribuirono così alla fondazione dell'Aquila nel XIII secolo; nella sua conformazione originaria, aveva dimensioni più contenute dell'attuale ed era affiancata, sul lato sinistro, da via Forcella, oggi scomparsa. L'edificio fu poi radicalmente rinnovato nel XVII secolo per mano dell'ordine dei Gesuiti che lo inglobarono nel complesso del collegio. La facciata si presenta a grezzo, ossia priva di rivestimento e con la sola parte basamentale completata come da progetto; l'interno è caratterizzato da un impianto squisitamente manierista con decorazioni barocche, abbellita da affreschi di Lorenzo Berrettini e Girolamo Cenatiempo e quadri di Pietro Damini e Gregorio Grassi.